# Nicolás Czornomaz
Nicolás Czornomaz (Buenos Aires, Argentina; 8 de julio de 1995) es un futbolista argentino-italiano. Juega de mediocampista y su equipo actual es Orense Sporting Club de la Serie A de Ecuador.

## Trayectoria
Se inició en el fútbol en las formativas de Defensa y Justicia desde 2015, después de pasar un tiempo en su Argentina natal con Defensa y Justicia, Czornomaz se unió al club de la Major League Soccer, Los Angeles Football Club en abril de 2018. Inmediatamente fue cedido a su filial de la United Soccer League, el Orange County SC por el resto de la temporada.
En la temporada 2021, Nicolás firmó con Orense de Machala en Ecuador, equipo con el cual disputará la LigaPro Serie A y Copa Ecuador, siendo esta su primera experiencia internacional en Sudamérica.

## Vida personal
Nicolás es hijo del exjugador profesional de fútbol, Adrián Czornomaz, quien jugó para varios clubes, incluyendo Independiente, Banfield, Defensa y Justicia, SK Rapid Viena, Universitario y Tigres de la UANL.

## Clubes
| Club                        | País           | Año         | PJ | Goles |
| --------------------------- | -------------- | ----------- | -- | ----- |
| Defensa y Justicia          | Argentina      | 2015 - 2018 | -  | -     |
| Los Angeles F. C.           | Estados Unidos | 2018        | 0  | 0     |
| Orange County               | Estados Unidos | 2018        | 5  | 0     |
| Atlético Mitre              | Argentina      | 2019        | 0  | 0     |
| Defensores de Belgrano (VR) | Argentina      | 2019 - 2020 | 21 | 2     |
| Orense                      | Ecuador        | 2021 - act. | 0  | 0     |

## Estadísticas
- Actualizado al 29 de diciembre de 2020.[7][8]

### Clubes
| Los Angeles F. C. Estados Unidos |               |               |    |    |    |    |    |    |    |       |       |
| 1.ª | 2018          | 0             | 0  | -- | -- | -- | -- | 0  | 0  | 0.00  |       |
| Total club | Total club    | 0             | 0  | -- | -- | -- | -- | 0  | 0  | 0.00  |       |
| Orange County Estados Unidos |               |               |    |    |    |    |    |    |    |       |       |
| 2.ª | 2018          | 5             | 0  | -- | -- | -- | -- | 5  | 0  | 0.00  |       |
| Total club | Total club    | 5             | 0  | -- | -- | -- | -- | 5  | 0  | 0.00  |       |
| Atlético Mitre Argentina |               |               |    |    |    |    |    |    |    |       |       |
| 2.ª | 2018-19       | 0             | 0  | 1  | 0  | -- | -- | 0  | 0  | 0.00  |       |
| Total club | Total club    | 0             | 0  | 0  | 0  | -- | -- | 0  | 0  | 0.00  |       |
| Defensores de Belgrano (VR) Argentina |               |               |    |    |    |    |    |    |    |       |       |
| 3.ª | 2019-20       | 19            | 2  | 2  | 0  | -- | -- | 21 | 2  | 0.095 |       |
| Total club | Total club    | 19            | 2  | 2  | 0  | -- | -- | 21 | 2  | 0.095 |       |
| Orense · Ecuador |               |               |    |    |    |    |    |    |    |       |       |
| 1.ª | 2021          | 0             | 0  | 0  | 0  | -- | -- | 0  | 0  | 0.00  |       |
| Total club | Total club    | 0             | 0  | 0  | 0  | -- | -- | 0  | 0  | 0.00  |       |
| Total carrera | Total carrera | Total carrera | 24 | 2  | 2  | 0  | -- | -- | 26 | 2     | 0.077 |
| (1) Incluye datos de Copa Argentina y Copa Ecuador. (2) Incluye datos de Copa Libertadores y Copa Sudamericana. (3) No incluye goles en partidos amistosos. |               |               |    |    |    |    |    |    |    |       |       |